# Institut d'histoire et de philosophie des sciences et des techniques
L'Institut d'histoire et de philosophie des sciences et des techniques (IHPST) est une unité mixte de recherche de l'université Paris-I et du CNRS, héritière de l'Institut d'Histoire des Sciences créé en 1932 comme institut de l'université de Paris par Abel Rey qui en fut le directeur jusqu'à sa mort en 1940. Lui succéda Gaston Bachelard durant 15 ans, puis Georges Canguilhem.
À sa création, l'Institut s'était fixé comme objectif de « faire travailler ensemble étudiants de laboratoires et étudiants d'histoire ou de philosophie » et de  « refuser la division des études entre lettres et sciences ». l'IHPST a été le berceau de l'épistémologie historique et demeure un haut lieu de la recherche en philosophie et histoire des sciences en France.
L'institut a été appelé Institut d'histoire des sciences et des techniques (IHST) de 1932 à 1992.

## Personnalités

### Directeurs[1]
- 1932-1940 : Abel Rey
- 1940-1955 : Gaston Bachelard
- 1955-1971 : Georges Canguilhem
- 1971-1985 : Suzanne Bachelard
- 1985-1987 : Jacques Bouveresse
- 1992-1994 : Jean-Pierre Séris
- 1994-2002 : Philippe de Rouilhan
- 2002-2010 : Jacques Dubucs
- 2010-2016 : Jean Gayon
- 2016-2018 : Max Kistler
- depuis 2018 : Pierre Wagner

### Membres illustres
- Abel Rey
- Gaston Bachelard
- Georges Canguilhem
- François Dagognet
- Jean Gayon
- Hourya Benis Sinaceur
- Olivier Rey
- Jacques Bouveresse